# アンヴィル
アンヴィル (Anvil) は、カナダ出身のヘヴィメタル・バンド。
スティーブ・クドローとロブ・ライナーが1978年に結成し、40年以上にわたり活動を続けている。彼らの演奏は多くのバンドに影響を与えたとされている。

## 現メンバー
- Steve "Lips" Kudlow - ボーカル/ギター (1978- )
ヴァイブレーターを使った演奏でも知られる
- Robb "Geza" Reiner - ドラムス (1978- )
- Chris "Christ" Robertson - ベース (2014- )

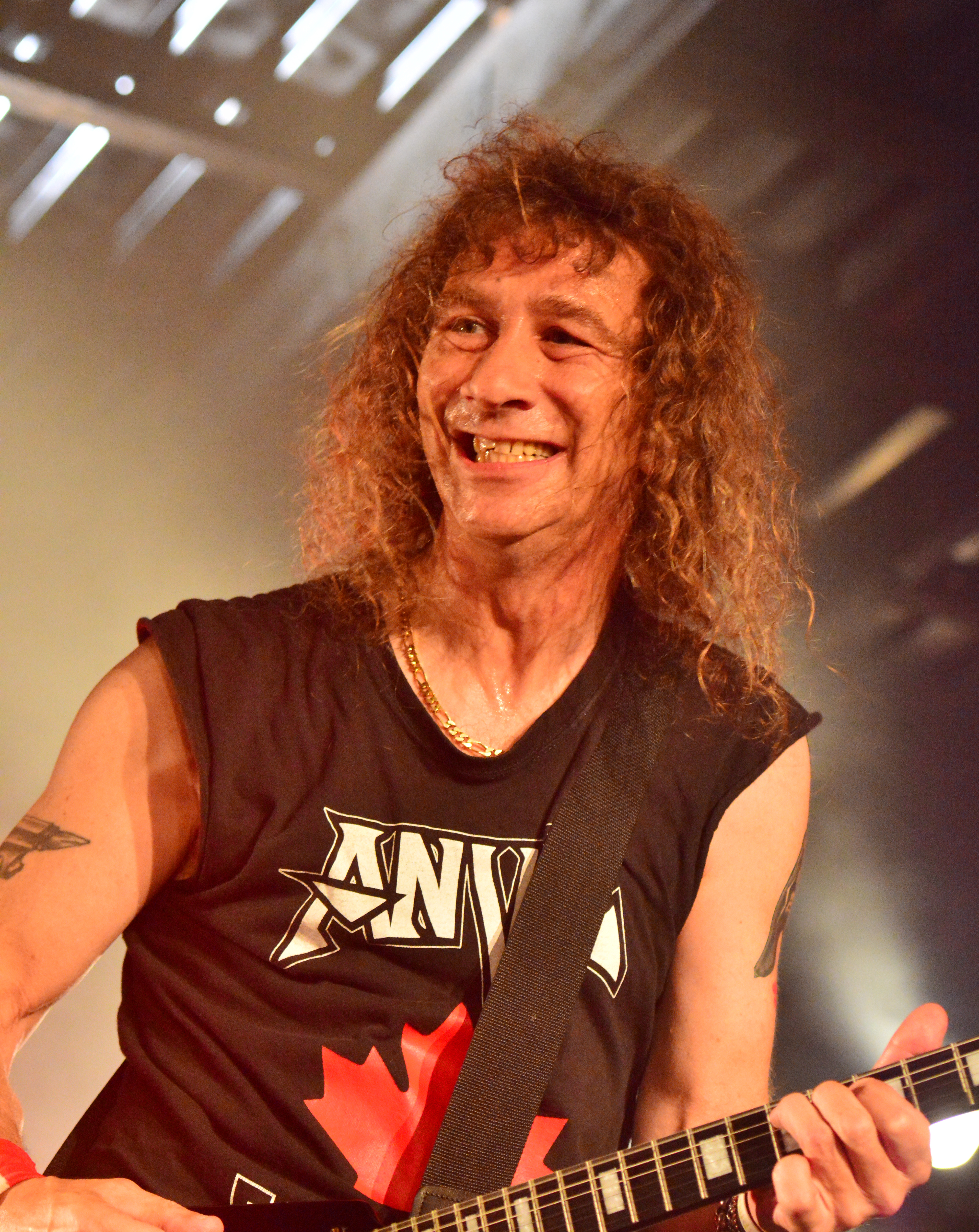
スティーヴ・クドロー(Vo/G) 2014年
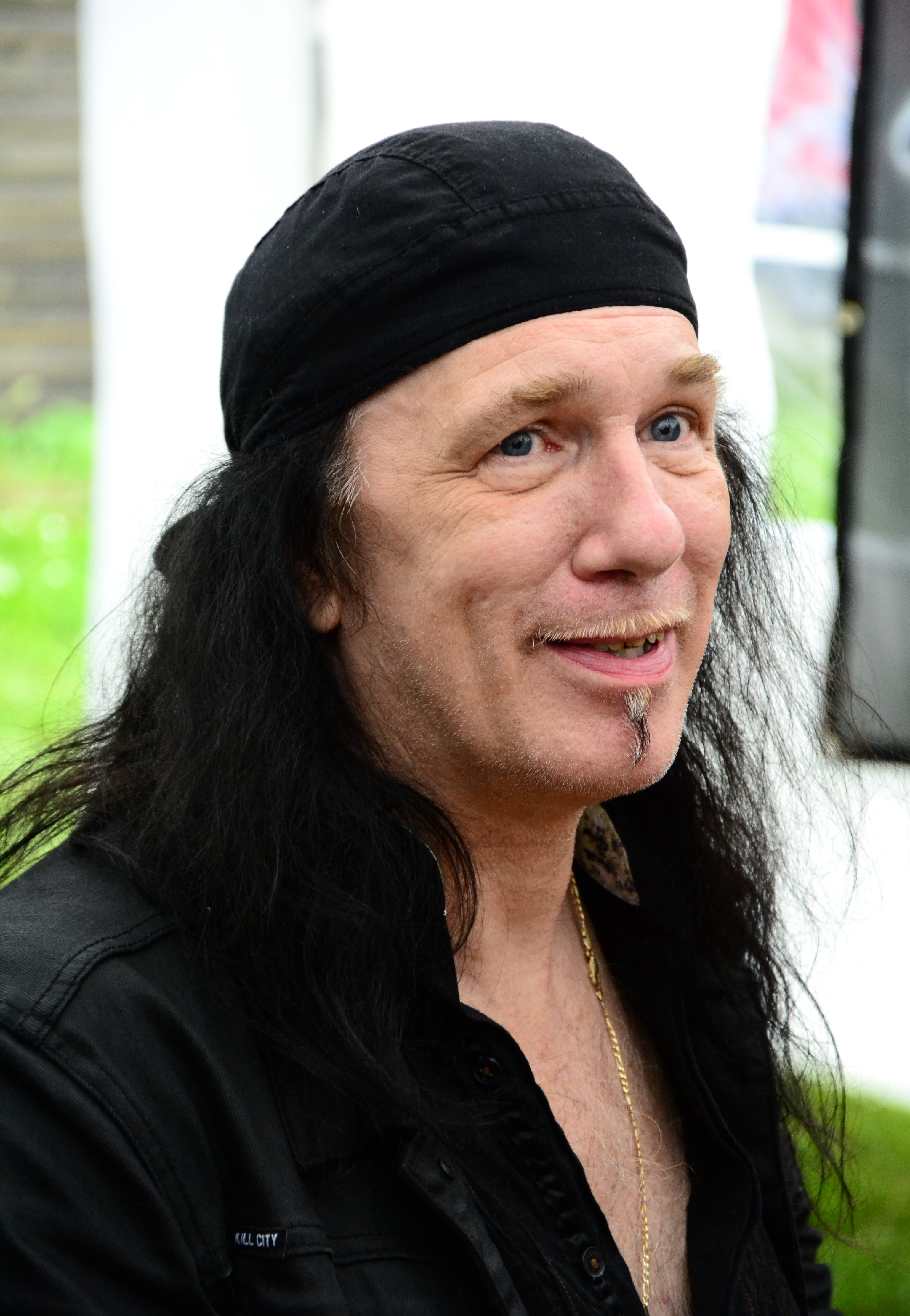
ロブ・ライナー(Ds) 2014年
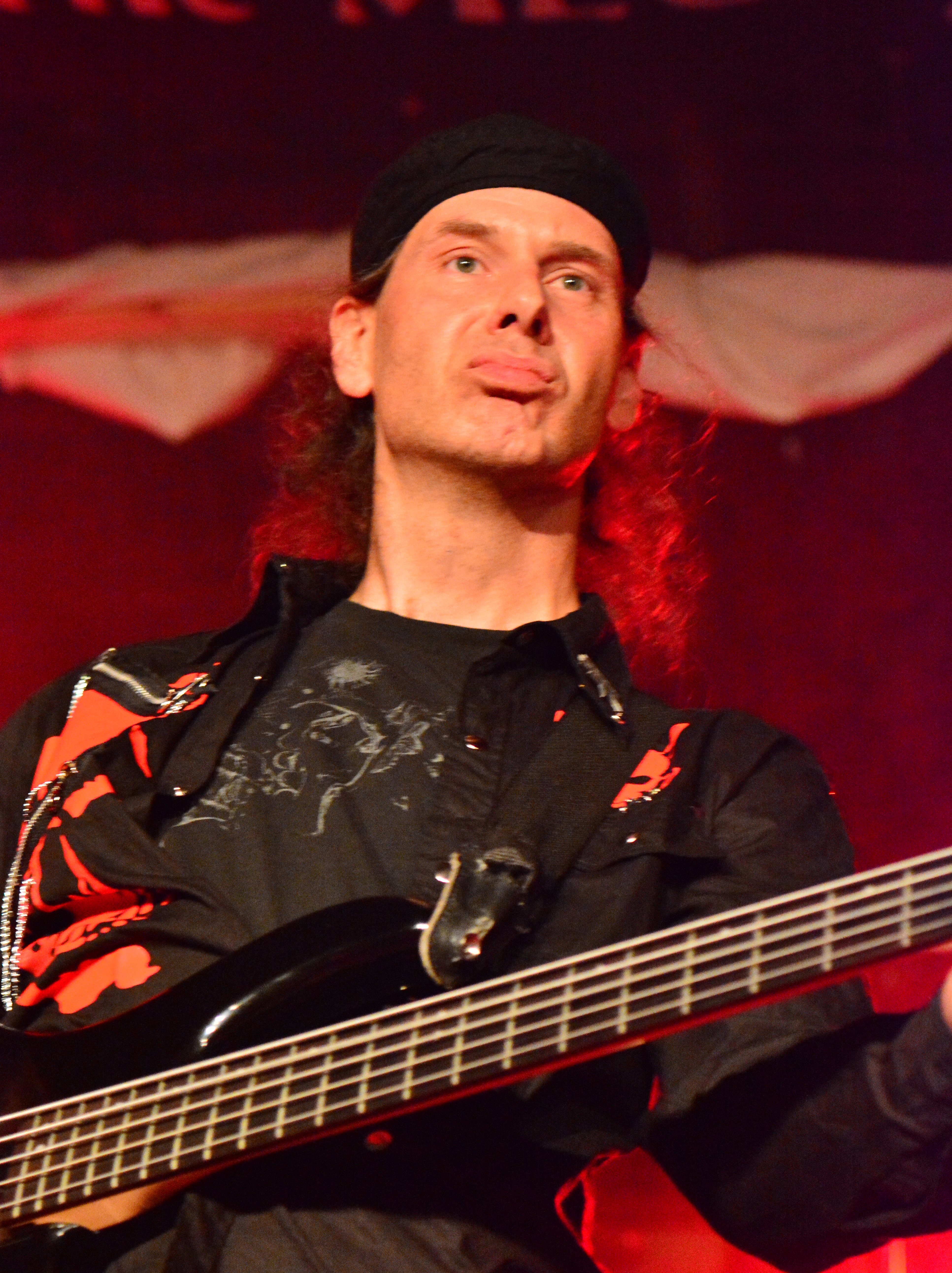
クリス・ロバートソン(B) 2014年

## 旧メンバー
- Dave "Squirrely" Allison - ギター (1978-1989)
- Ian "Dix" Dickson - ベース (1978-1993)
- Sebastian Marino - ギター (1989-1995)
- Mike Duncan - ベース (1993-1996)
- Ivan Hurd - ギター (1995-2007)
- Glenn "G5" Five - ベース (1996-2012)[3]
- Sal Italiano - ベース (2012-2014)

## 本人記録映画
かつてアンヴィルのローディとして働いたことがあるサーシャ・ガヴァシ（映画『ターミナル』脚本）は2005年に彼らに再びコンタクトを取り、彼らのドキュメンタリー映画を撮りたいと要望した。2年間に及ぶ撮影の末、映画は完成し2008年にサンダンス映画祭で特別上映された。
日本では2009年10月24日の全国公開に先立ち、同10月20日にZepp Tokyoで一般向け試写会が行われた。本編上映後、スクリーンのうしろにメンバーが控えていて演奏を始めるというサプライズがあり、"Metal on Metal"、"Flying Blind"を演奏した。

## 評価
前述のとおり、アンヴィルの演奏は後年に活躍するヘヴィメタルやハードロックのミュージシャンたちに影響を与えており、映画内の質疑応答では以下のような発言がある。
ラーズ・ウルリッヒ（メタリカのドラマー）
- アンヴィルが登場したときは衝撃だった。音楽業界をひっくり返すと思ったね。
- ロブ・ライナーは今まで俺が見た中で、ぶっちぎりで凄いドラマーだよ。最強のメタル・ドラマーだ。

スコット・イアン（アンスラックス）
- 挑戦状を叩きつけられた気分だったよ。この音がお前らに出せるか…ってね。
- あんな奴には勝てねえって思ったね。

トム・アラヤ（スレイヤー）
- 彼らこそスラッシュだ。どのバンドより速かったね。スレイヤー、メタリカ、アンスラックス、メガデスの前だ。

レミー・キルミスター（モーターヘッド）
- 才能の塊だった。全員凄い奴らだったよ。

スラッシュ（ガンズ・アンド・ローゼズ、ヴェルヴェット・リヴォルヴァー）
- アンヴィルってのは凄いライブをやる連中だったな。（中略）観客の盛り上がりも尋常じゃなかったし、こんな公演を觀たことねえって俺も興奮したよ。
- 売れてるバンドは世界中に山ほどいる。だけど考えてもみろよ。30年間もロックし続けてるバンドなんて、数えるほどしかいやしないんだ。ローリング・ストーンズ、ザ・フー…それに、アンヴィルだ。

## 作品
スタジオアルバム
- Hard 'N' Heavy (1981) - 邦題：ヘヴィ・メタル・ドリーム
- Metal on Metal (1982)
- Forged in Fire (1983) - 邦題：ヘヴィ・メタル・マシーン
- Strength of Steel (1987)
- Pound for Pound (1988)
- Worth the Weight (1992)
- Plugged in Permanent (1996)
- Absolutely no Alternative (1997)
- Speed of Sound (1999)
- Plenty of Power (2001)
- Still Going Strong (2002)
- Back To Basics (2004)
- This Is Thirteen - 邦題：This Is Thirteen ～夢を諦め切れない男たち～ (2007)
- Juggernaut of Justice (2011)
- Hope in Hell (2013)
- Anvil is Anvil (2016)
- Pounding the Pavement (2018)
- Legal at Last (2020)
- Impact is Imminent (2022)

ライブアルバム
- Past and Present - Live in Concert (1989)

コンピレーション
- Backwaxed (1985)
- Molten Masterpieces (1989)

Hard 'N' HeavyとMetal On Metalの2 in 1CD。ただし、Hard 'N' Heavyからは"At the Apartment"、"Paint it Black"がカットされている。
- Anthology of Anvil (1999)
- Monument of Metal (2011)

## 日本公演
- 1983年初来日はこの1983年の単独ツアーである。招聘元は音楽舎。前座はメジャーデビューしたばかりのアースシェイカー。「アンヴィル! 夢を諦めきれない男たち」では、翌年夏に行われたスーパー・ロック '84 イン・ジャパンが初来日、と言うことにされている。
- 1984年 SUPER ROCK '84 IN JAPAN
- 2006年 LOUD PARK 06
- 2009年 LOUD PARK 09
- 2010年
- 2014年
- 2016年
- 2019年

11/7(木)吉祥寺CLUB SEATAは “クラシックソングを中心に新旧ナンバーを織り交ぜたANVILフルスケールショー”、11/8(金)新宿Zirco Tokyo はライブ前のHEAVY METAL NIGHT HM/HR DJイベントを含む”ANVIL ベスト オブ ベストショート”。ロブのアートショウもUPP Tone Music本社にて開催された。